# Базиліанувка
Базиліанувка (пол. Bazylianówka) — один із районів Любліна, розташований у його північній частині. Назва походить від монахів василіян (пол. bazylianie), що проживали в цій місцевості. Формально з 2006 року належить до району Поніквода, неподалік кордону з Північним Чеховом на заході та Каліновщиною (оседле Колеяж). Базиліанувка більш-менш обмежена алеєю Спулдзєльносьці Праци на заході, вул. Уніцкою на півдні, зі сходу вул. Валечних та з півночі новозбудованою вулицею Венґляжа.

## Історія
На ґрунтах, що принаймні від початку XVI століття були призначенні для утримання руської церкви вже наприкінці того століття існувала юридика. Коли у 1588 році при церкві оселилися монахи східного обряду (в Речі Посполитій їх називали василіянами), церковні землі почали називати василіянськими, а поселення, що на них постало Базиліанувка. Після знесення юридики у другій половині XVIII століття поселення з такою назвою і надалі існувало. У 1905 році Базиліанувка згадується як село в гміні Вулька, що мало 10 домів і 24 мешканців. Від 1959 року Базиліанувка зареєстрована як район Любліна.

## Сучасність
Район переважно житловий (односімейні будинки). На його території знаходяться дім священників і маріавітський цвинтар, а також католицька парафія Непорочного Зачаття Пресвятої Діви Марії. У 2013 році на Базиліанувці відкрито філію міської бібліотеки. Головні вулиці Базиліанувка та Валечних.